# أحمد زغلول شلاطة
أحمد زغلول شلاطة (مواليد الغنيمية - فارسكور- دمياط يوليو 1985م)، هو باحث مصري في شؤون الحركات الإسلامية تركزت اهتماماته البحثية على مجالات الجماعات الإسلامية والإسلام السياسي المقارن وحالة التدين.

## حياته العلمية
حصل أحمد زغلول شلاطة على بكالوريوس تجارة، دراسات عليا علوم سياسية وعلاقات دولية. جامعة المنصورة. وله عدة أبحاث منشورة، من أبرزها: «الحالة السلفية المعاصرة في مصر» (2011)، و«لإسلاميون والثورة» (2012)، و«الدعوة السلفية السكندرية» (2016)، عمل محررًا صحافيا في موقعي: اسلام أونلاين (www.islamonline.net)، اسلاميون.نت (www.islamyun.net) وباحثا مشاركا في: مركز الدراسات والوثائق الاقتصادية والقانونية والاجتماعية «سيداج» بالقاهرة (2011-2015)، وبرنامج (WAFAW) التابع للمجلس الأوروبي للبحوث (European Research Council) - فرنسا - مايو 2015.

## مؤلفاته
- الإسلاميون والثورة - دار أوراق للنشر- 2012.[3]
- الحالة السلفية المعاصرة في مصر -مكتبة مدبولي - طبعتان (2011,2016).[4]
- الإسلاميون في السلطة: تجربة الإخوان المسلمين في مصر[5]
- الدعوة السلفية السكندرية مسارات التنينات/مركز دراسات منشورة العربية 2016.[6]
- بين السلفية وإرهاب التكفير أفكار في التفسير[7]
- لدعوة السلفية السكندرية: مسارات التنظيم ومآلات السياسة[8]
- أوراق ونقاشات مؤتمر التحولات السلفية - الدلالات التداعيات والآفاق[9]

## دراسات منشورة
- تحليل الدعاية الانتخابية للسلفيين «مجلة الديموقراطية» عدد يناير 2012.[10]
- توابع الثورة..تجمعات سلفية جديدة، مساهمة في كتاب: «السلفيون في مصر ما بعد الثورة» مجموعة مؤلفين مؤسسة الانتشار العربي ومركز الدين والسياسة للدراسات-بيروت 2012.[11]
- حزب النور وتداعيات ال30 من يونيو، مجلة الديموقراطية- عدد أكتوبر 2013.[2]
- الاسلاميون في مصر..الحاد اسلاميين،(سلسلة مرا، مكتبة الإسكندرية، عدد 27، ديسمبر 2014).
- خريطة العلماء السلفية في مصر (مجلة رؤي مصرية- مركز الاهرام للدراسات الاجتماعية والتاريخية) عدد1 ، فبراير 2015.
- أحمد زغلول وستيفان لاكروا، «السلفية الثورية ما بعد مبارك في مصر» برنارد روجير، ستيفان لاكروا (EDS)، مصر في الثورات، باريس: مطابع جامعة فرنسا، 2015.
- الأحزاب الإسلامية: تفاعلات مضطربة وتحديات مرحلية مجلة رؤي مصرية، مركز الاهرام للدراسات الاجتماعية والتاريخية عدد 7 أغسطس 2015.
- الإسلام والشريعة.. جدالات الديني والسياسي، مؤمنون بلا حدود أكتوبر 2015.[2]
- أين ذهبت أصوات؟ رؤي مصرية مركز الاهرام للدراسات والشؤون الاجتماعية والتاريخية عدد 11 ديسمبر 2015.
- اقتصاديات المؤسسات الإسلامية في مصر دراسة حالة، مؤمنون بلا حدود أبريل 2016.[2]
- واقع في مصر وأزمة مكافحته، مؤسسة فريدريش ايبرت-عمان 2016.[2]
- التيارات الإسلامية والاقباط: الدراسات الإسلامية والدراسات السياسية، مجلة رؤي مصرية، مركز الاهرام للدراسات الاجتماعية والتاريخية عدد 17 عام 2016.
- النخب المصرية لممارسات الديني والتفاعلات السياسي مجلة دراسات وعلم يوليو 2016.[2]

## أوراق بحثية في مؤتمرات علمية
- الدعوة السلفية بالإسكندرية بين المشايخية والحزبية " بالإشتراك مع د. عبد الفتاح ماضي، مركز مدى ومؤسسة قرطبة بجنيف، الدار البيضاء، المغرب، 1-2 مايو 2012م.[2]
- «مستقبل التحولات داخل التيار السلفي في مصر»، ورقة مقدمة إلى: مؤتمر «التحولات السلفية»: الدلالات، التداعيات والآفاق - مركز الدراسات الاستراتيجية بالجامعة الأردنية، بالتعاون مع مؤسسة فريدريش إيبرت الألمانية، 1 يوليه 2013م.[2]
- الأقباط والإسلاميين إشكاليات الفكر والممارسة، ورقة مقدمة إلى: مؤتمر التعددية والتنوع الديني والثقافي في إطار الربيع العربي، مركز بيروت للأبحاث والابتكار، بيروت 5-7 نوفمبر 2013م.[2]
- التنظيمات السلفية التشابه والاختلاف واستراتيجيات الانتشار، ورقة مقدمة إلى: ندوة فكرية بعنوان:«ظاهرة السلفية بين الفهم والتجاوز»، منتدى الجاحظ، تونس 30/31 مايو 2014.[2]
- تأميم المجال الديني في مصر، ورقة مقدمة إلى مُؤتمر: بالإخوان أو دونهم: التيارات المحلية والإقليمية والدولية داخل الإسلامية (2013-2015)، معهد العلوم السياسية، باريس، 29/30 أكتوبر 2015.[2]
- اقتصاديات الجمعيات الإسلامية في مصر، دراسة حالة، ورقة مقدمة إلى مُؤتمر: اقتصاديات التدين في المنطقة العربية، مؤسسة مؤمنون بلا حدود، القاهرة، 29 – 30 أبريل 2016.[2]
- واقع الإرهاب في مصر وأزمة مكافحته، ورقة مقدمه إلى المؤتمر الإقليمي حول «وسائل منع ومكافحة الإرهاب في الشرق الأوسط وشمال أفريقيا والغرب»، مؤسسة فريدريش ايبرت في عمان، الأردن، 1 يونيه 2016.[2]
- النخب الدينية المصرية ممارسات الديني وتفاعلات السياسي، ورقة مقدمة إلى الندوة الدولية بعنوان:"النخب والانتقال الديمقراطي، التشكل، المهام والأدوار، المركز العربي للأبحاث ودراسة السياسات- تونس، 16,15,14 يوليو 2016.[2]